# 反射星雲

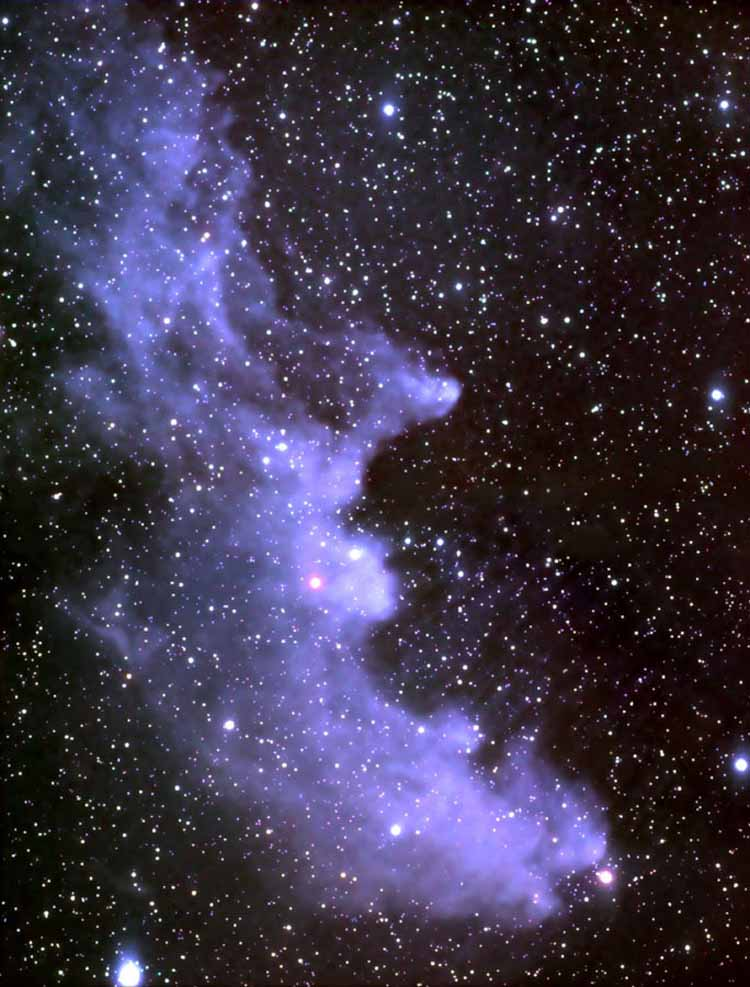
女巫星雲 （IC 2118），距離地球大約1,000光年，與獵戶座的參宿七Rigel聯繫在一起，位於圖的右上角，因在星雲內的細小塵粒反射參宿七的光輝而明亮。星雲呈現藍色，不僅是因為反射參宿七的藍光，還因為塵粒反射藍光比反射紅光更有效率。

反射星雲，以天文學的觀點，只是由塵埃組成，單純的反射附近恆星或星團光線的雲氣。這些鄰近的恆星沒有足夠的熱讓雲氣像發射星雲那樣因被電離而發光，但有足夠的亮度可以讓塵粒因散射光線而被看見。因此，反射星雲顯示出的頻率光譜與照亮他的恆星相似。在星雲中散射光線的是含碳的微粒（像是鑽石塵粒）和其他成分的元素，特別是鐵和鎳，後二者經常會排列在星系磁場中，造成星光輕微的偏極化（Kaler，1998）。哈伯在1922年就區分出了這兩種類型的星雲。
由於散射對藍光比對紅光更有效率（這與天空呈現藍色和落日呈現紅色的過程相同），所以反射星雲通常都是藍色的。
反射星雲和發射星雲常結合在一起成為彌漫星雲，例如獵戶座大星雲。
已知的反射星雲大約有500個，其中最好看的就是圍繞在昴宿星團周圍的反射星雲，在天空中同一個區域中還有藍色的三裂星雲。心宿二是非常紅的一顆紅巨星（光譜分類為M1），被一個巨大的紅色反射星雲圍繞著。
反射星雲通常也是恆星形成的場所。
在1922年，哈伯出版了他調查亮星雲的結果，這工作的一個部份是反射星雲的光度定律。他得到了反射星雲視大小（R）和關聯的恆星視星等（m）之間的關係：
5 log(R) = -m + k
此處的k是與測量儀器靈敏度相關的常數。